# Oostenrijks amateurkampioenschap golf
Het Oostenrijks Amateur is een internationaal golftoernooi voor amateurs.
Het resultaat telt sinds 2012 mee voor de World Amateur Golf Ranking. Het heren spelen vier rondes, de dames spelen drie rondes. 
| Jaar | Baan                | Winnaar                | WAGR | Baan                | Winnares             | WAGR |
| ---- | ------------------- | ---------------------- | ---- | ------------------- | -------------------- | ---- |
| 2012 | GC Linz St. Florian | Christopher Carstensen | 52   | GC Linz St. Florian | Anne van Dam         | 35.5 |
| 2013 | GC Linz St. Florian | Kristian Kulokorpi     | 44   | Thermen GC          | Virginia Elena Carta | 38.5 |